# Guatteria parviflora
Guatteria parviflora é uma espécie de magnólia. Foi descrito pela primeira vez por Robert Elias Fries. Guatteria parviflora pertence ao gênero Guatteria, e família Annonaceae. Não existe esse tipo listado.